# Campeonato Mundial de Patinação Artística no Gelo de 1998
O Campeonato Mundial de Patinação Artística no Gelo de 1998 foi a octogésima oitava edição do Campeonato Mundial de Patinação Artística no Gelo, um evento anual de patinação artística no gelo organizado pela União Internacional de Patinação (em inglês:  International Skating Union) onde os patinadores artísticos competem pelo título de campeão mundial. A competição foi disputada entre os dias 27 de março e 5 de abril, no Target Center, localizado na cidade de Minneapolis, Minnesota, Estados Unidos.

## Eventos
- Individual masculino
- Individual feminino
- Duplas
- Dança no gelo

## Medalhistas
| Evento                        | Ouro                                           | Prata                                       | Bronze                                    |
| Individual masculino detalhes | Alexei Yagudin · Rússia                        | Todd Eldredge · Estados Unidos              | Evgeny Plushenko · Rússia                 |
| Individual feminino detalhes  | Michelle Kwan · Estados Unidos                 | Irina Slutskaya · Rússia                    | Maria Butyrskaya · Rússia                 |
| Duplas detalhes               | Elena Berezhnaya · Anton Sikharulidze · Rússia | Jenni Meno · Todd Sand · Estados Unidos     | Peggy Schwarz · Mirko Müller · Alemanha   |
| Dança no gelo detalhes        | Anjelika Krylova · Oleg Ovsyannikov · Rússia   | Marina Anissina · Gwendal Peizerat · França | Shae-Lynn Bourne · Victor Kraatz · Canadá |

## Resultados
| Pos.                                | Nome                   | Nacionalidade  | Pontos | QA | QB | PC | PL |
| ----------------------------------- | ---------------------- | -------------- | ------ | -- | -- | -- | -- |
| Medalha de ouro                     | Alexei Yagudin         | Rússia         | 2.5    |    | 2  | 1  | 2  |
| Medalha de prata                    | Todd Eldredge          | Estados Unidos | 3.0    | 1  |    | 4  | 1  |
| Medalha de bronze                   | Evgeni Plushenko       | Rússia         | 5.0    |    | 1  | 2  | 4  |
| 4                                   | Viacheslav Zagorodniuk | Ucrânia        | 5.5    | 3  |    | 5  | 3  |
| 5                                   | Andrejs Vlascenko      | Alemanha       | 8.0    |    | 7  | 6  | 5  |
| 6                                   | Michael Weiss          | Estados Unidos | 8.5    | 2  |    | 3  | 7  |
| 7                                   | Steven Cousins         | Reino Unido    | 10.5   | 7  |    | 7  | 6  |
| 8                                   | Jeffrey Langdon        | Canadá         | 12.0   | 5  |    | 8  | 8  |
| 9                                   | Evgeni Pliuta          | Ucrânia        | 14.5   |    | 5  | 9  | 10 |
| 10                                  | Szabolcs Vidrai        | Hungria        | 15.0   |    | 4  | 12 | 9  |
| 11                                  | Takeshi Honda          | Japão          | 16.5   |    | 3  | 11 | 11 |
| 12                                  | Zhengxin Guo           | China          | 19.0   |    | 9  | 14 | 12 |
| 13                                  | Michael Tyllesen       | Dinamarca      | 23.0   | 13 |    | 18 | 14 |
| 14                                  | Roman Skorniakov       | Uzbequistão    | 23.5   | 6  |    | 21 | 13 |
| 15                                  | Michael Shmerkin       | Israel         | 24.0   | 11 |    | 10 | 19 |
| 16                                  | Laurent Tobel          | França         | 25.5   |    | 11 | 19 | 16 |
| 17                                  | Anthony Liu            | Austrália      | 26.0   |    | 12 | 22 | 15 |
| 18                                  | Margus Hernits         | Estônia        | 26.5   | 12 |    | 17 | 18 |
| 19                                  | Markus Leminen         | Finlândia      | 26.5   |    | 13 | 13 | 20 |
| 20                                  | Patrick Meier          | Suíça          | 28.5   |    | 6  | 23 | 17 |
| 21                                  | Ivan Dinev             | Bulgária       | 28.5   | 4  |    | 15 | 21 |
| 22                                  | Robert Grzegorczyk     | Polônia        | 31.0   | 10 |    | 16 | 23 |
| 23                                  | Sven Meyer             | Alemanha       | 34.0   |    | 10 | 24 | 22 |
| 24                                  | Gilberto Viadana       | Itália         | 34.0   |    | 8  | 20 | 24 |
| Não avançaram para o programa livre |                        |                |        |    |    |    |    |
| 25                                  | Patrick Schmit         | Luxemburgo     |        | 14 |    | 25 |    |
| 26                                  | Yamato Tamura          | Japão          |        | 9  |    | 26 |    |
| 27                                  | Sergejs Telenkov       | Letônia        |        |    | 15 | 27 |    |
| 28                                  | Vakhtang Murvanidze    | Geórgia        |        | 15 |    | 28 |    |
| 29                                  | Emanuel Sandhu         | Canadá         |        | 8  |    | 29 |    |
| 30                                  | Kyu-Hyun Lee           | Coreia do Sul  |        |    | 14 | 30 |    |
| Não avançaram para o programa curto |                        |                |        |    |    |    |    |
| 31                                  | Gheorghe Chiper        | Romênia        |        | 16 |    |    |    |
| 31                                  | David Liu              | Taipé Chinesa  |        |    | 16 |    |    |
| 33                                  | Jurai Sviatko          | Eslováquia     |        | 17 |    |    |    |
| 33                                  | Daniel Peinado         | Espanha        |        |    | 17 |    |    |
| 35                                  | Panagiotis Markouizo   | Grécia         |        | 18 |    |    |    |
| 35                                  | Ricardo Olavarrieta    | México         |        |    | 18 |    |    |

### Individual feminino
| Pos.                                | Nome                   | Nacionalidade    | Pontos | QA | QB | PC | PL |
| ----------------------------------- | ---------------------- | ---------------- | ------ | -- | -- | -- | -- |
| Medalha de ouro                     | Michelle Kwan          | Estados Unidos   | 1.5    | 1  |    | 1  | 1  |
| Medalha de prata                    | Irina Slutskaya        | Rússia           | 4.0    | 2  |    | 4  | 2  |
| Medalha de bronze                   | Maria Butyrskaya       | Rússia           | 5.5    |    | 1  | 5  | 3  |
| 4                                   | Laetitia Hubert        | França           | 5.5    | 8  |    | 3  | 4  |
| 5                                   | Anna Rechnio           | Polônia          | 6.0    |    | 2  | 2  | 5  |
| 6                                   | Tonia Kwiatkowski      | Estados Unidos   | 10.0   | 4  |    | 8  | 6  |
| 7                                   | Elena Liashenko        | Ucrânia          | 10.0   |    | 3  | 6  | 7  |
| 8                                   | Elena Sokolova         | Rússia           | 14.5   | 3  |    | 13 | 8  |
| 9                                   | Tanja Szewczenko       | Alemanha         | 15.0   |    | 6  | 10 | 10 |
| 10                                  | Diana Poth             | Alemanha         | 16.5   |    | 8  | 15 | 9  |
| 11                                  | Julia Vorobieva        | Azerbaijão       | 16.5   | 5  |    | 11 | 11 |
| 12                                  | Julia Lavrenchuk       | Ucrânia          | 19.0   |    | 4  | 12 | 13 |
| 13                                  | Joanne Carter          | Austrália        | 20.0   | 6  |    | 16 | 12 |
| 14                                  | Tatiana Malinina       | Uzbequistão      | 21.5   |    | 5  | 7  | 18 |
| 15                                  | Lenka Kulovana         | República Tcheca | 22.5   | 10 |    | 17 | 14 |
| 16                                  | Vanessa Gusmeroli      | França           | 23.5   |    | 7  | 9  | 19 |
| 17                                  | Marie-Pierre Leray     | França           | 25.0   | 14 |    | 18 | 16 |
| 18                                  | Silivia Fontana        | Itália           | 25.5   |    | 9  | 21 | 15 |
| 19                                  | Julia Sebestyen        | Hungria          | 27.0   | 9  |    | 20 | 17 |
| 20                                  | Angela Derochie        | Canadá           | 29.5   | 11 |    | 19 | 20 |
| 21                                  | Zuzana Paurova         | Eslováquia       | 30.0   |    | 11 | 14 | 23 |
| 22                                  | Shizuka Arakawa        | Japão            | 32.0   | 7  |    | 22 | 21 |
| 23                                  | Lucinda Ruh            | Suíça            | 34.0   |    | 10 | 24 | 22 |
| 24                                  | Mojca Kopac            | Eslovênia        | 35.5   |    | 12 | 23 | 24 |
| Não avançaram para o programa livre |                        |                  |        |    |    |    |    |
| 25                                  | Alisa Drei             | Finlândia        |        | 12 |    | 25 |    |
| 26                                  | Anna Wenzel            | Áustria          |        |    | 14 | 26 |    |
| 27                                  | Anna Lundstrom         | Suécia           |        | 13 |    | 27 |    |
| 28                                  | Marta Andrade          | Espanha          |        |    | 13 | 28 |    |
| 29                                  | Hyung-Kyung Choi       | Coreia do Sul    |        | 15 |    | 29 |    |
| 30                                  | Yankun Du              | China            |        |    | 15 | 30 |    |
| Não avançaram para o programa curto |                        |                  |        |    |    |    |    |
| 31                                  | Ivana Jakupcevic       | Croácia          |        | 16 |    |    |    |
| 31                                  | Olga Vassiljeva        | Estônia          |        |    | 16 |    |    |
| 33                                  | Shirene Human          | África do Sul    |        | 17 |    |    |    |
| 33                                  | Valeria Trifoncova     | Letônia          |        |    | 17 |    |    |
| 35                                  | Lauryna Slavinskaite   | Lituânia         |        | 18 |    |    |    |
| 35                                  | Helena Pajovic         | Iugoslávia       |        |    | 18 |    |    |
| 37                                  | Anna Chatziathanassiou | Grécia           |        | 19 |    |    |    |
| 37                                  | Roxana Luca            | Romênia          |        |    | 19 |    |    |
| 39                                  | Rocia Salas            | México           |        |    | 20 |    |    |
| WD                                  | Kaja Hanevold          | Noruega          |        |    |    |    |    |

### Duplas
| Pos.              | Nome                                    | Nacionalidade    | Pontos | PC | PL |
| ----------------- | --------------------------------------- | ---------------- | ------ | -- | -- |
| Medalha de ouro   | Elena Berezhnaya / Anton Sikharulidze   | Rússia           | 2.0    | 2  | 1  |
| Medalha de prata  | Jenni Meno / Todd Sand                  | Estados Unidos   | 2.5    | 1  | 2  |
| Medalha de bronze | Peggy Schwarz / Mirko Müller            | Alemanha         | 4.5    | 3  | 3  |
| 4                 | Xue Shen / Hongbo Zhao                  | China            | 7.0    | 6  | 4  |
| 5                 | Dorota Zagorska / Mariusz Siudek        | Polônia          | 8.0    | 4  | 6  |
| 6                 | Marina Eltsova / Andrei Bushkov         | Rússia           | 8.5    | 7  | 5  |
| 7                 | Kristy Sargeant / Kris Wirtz            | Canadá           | 9.5    | 5  | 7  |
| 8                 | Sarah Abitbol / Stephane Bernadis       | França           | 12.0   | 8  | 8  |
| 9                 | Marie-Claude Savard-Gagnon / Luc Bradet | Canadá           | 15.0   | 12 | 9  |
| 10                | Shelby Lyons / Bryan Wells              | Estados Unidos   | 15.0   | 10 | 10 |
| 11                | Marina Khaltourina / Andrei Krioukov    | Cazaquistão      | 15.5   | 9  | 11 |
| 12                | Evgenia Filonenko / Igor Marchenko      | Ucrânia          | 16.5   | 11 | 12 |
| 13                | Marsha Poluliaschenko / Andrew Seabrook | Reino Unido      | 20.5   | 15 | 13 |
| 14                | Katerina Berankova / Otto Dlabola       | República Tcheca | 20.5   | 13 | 14 |
| 15                | Danielle McGrath / Stephen Carr         | Austrália        | 22.0   | 14 | 15 |
| 16                | Elaine Asanaki / Alcuin Schulten        | Grécia           | 24.0   | 16 | 16 |
| 17                | Inga Rodionova / Alexander Anichenko    | Azerbaijão       | 26.0   | 18 | 17 |
| 18                | Olga Bestandigova / Josef Bestandig     | Eslováquia       | 26.5   | 17 | 18 |
| 19                | Jelena Sirokhvatova / Juri Salmanov     | Letônia          | 29.0   | 20 | 19 |
| 20                | Jekaterina Nekrassova / Valdis Mintals  | Estônia          | 29.5   | 19 | 20 |
| WD                | Oksana Kazakova / Artur Dmitriev        | Rússia           |        |    |    |

### Dança no gelo
| Pos.                           | Nome                                      | Nacionalidade    | Pontos | DC1 | DC2 | DO | DL |
| ------------------------------ | ----------------------------------------- | ---------------- | ------ | --- | --- | -- | -- |
| Medalha de ouro                | Anjelika Krylova / Oleg Ovsyannikov       | Rússia           | 2.0    | 1   | 1   | 1  | 1  |
| Medalha de prata               | Marina Anissina / Gwendal Peizerat        | França           | 4.2    | 3   | 2   | 2  | 2  |
| Medalha de bronze              | Shae-Lynn Bourne / Victor Kraatz          | Canadá           | 5.8    | 2   | 3   | 3  | 3  |
| 4                              | Irina Lobacheva / Ilia Averbukh           | Rússia           | 8.0    | 4   | 4   | 4  | 4  |
| 5                              | Barbara Fusar-Poli / Maurizio Margaglio   | Itália           | 10.4   | 6   | 6   | 5  | 5  |
| 6                              | Elizabeth Punsalan / Jerod Swallow        | Estados Unidos   | 11.6   | 5   | 5   | 6  | 6  |
| 7                              | Irina Romanova / Igor Yaroshenko          | Ucrânia          | 14.6   | 9   | 8   | 7  | 7  |
| 8                              | Margarita Drobiazko / Povilas Vanagas     | Lituânia         | 15.6   | 7   | 7   | 8  | 8  |
| 9                              | Kati Winkler / Rene Lohse                 | Alemanha         | 17.8   | 8   | 9   | 9  | 9  |
| 10                             | Tatiana Navka / Nikolai Morozov           | Bielorrússia     | 20.6   | 11  | 12  | 10 | 10 |
| 11                             | Sylwia Nowak / Sebastian Kowlasinski      | Polônia          | 21.6   | 10  | 10  | 11 | 11 |
| 12                             | Katerina Mrazova / Martin Simecek         | República Tcheca | 23.8   | 12  | 11  | 12 | 12 |
| 13                             | Elena Grushina / Ruslan Goncharov         | Ucrânia          | 26.0   | 13  | 13  | 13 | 13 |
| 14                             | Galit Chait / Sergei Sakhanovsky          | Israel           | 29.2   | 16  | 15  | 15 | 14 |
| 15                             | Anna Semenovich / Vladimir Fedorov        | Rússia           | 29.4   | 15  | 15  | 14 | 15 |
| 16                             | Diane Gerencser / Pasquale Camerlengo     | Itália           | 31.6   | 14  | 16  | 16 | 16 |
| 17                             | Albena Denkova / Maxim Staviyski          | Bulgária         | 34.0   | 17  | 17  | 17 | 17 |
| 18                             | Isabelle Delobel / Olivier Shoenfelder    | França           | 36.4   | 19  | 19  | 18 | 18 |
| 19                             | Chantal Lefebvre / Michel Brunet          | Canadá           | 37.6   | 18  | 18  | 19 | 19 |
| 20                             | Zuzana Merzova / Tomas Morbacher          | Eslováquia       | 40.6   | 20  | 20  | 21 | 20 |
| 21                             | Angelika Füring / Bruno Ellinger          | Áustria          | 43.2   | 22  | 23  | 22 | 21 |
| 22                             | Elizaveta Stekolnikova / Dmitri Kazarlyga | Cazaquistão      | 44.2   | 20  | 21  | 20 | 24 |
| 23                             | Charlotte Clements / Gary Shortland       | Reino Unido      | 45.6   | 24  | 25  | 23 | 22 |
| 24                             | Dominique Deniaud / Martial Jaffredo      | França           | 46.4   | 23  | 22  | 24 | 23 |
| Não avançaram para dança livre |                                           |                  |        |     |     |    |    |
| 25                             | Jessica Joseph / Charles Butler           | Estados Unidos   |        | 26  | 24  | 29 |    |
| 26                             | Eliane Hugentobler / Daniel Hugentobler   | Suíça            |        | 28  | 28  | 26 |    |
| 27                             | Ksenia Smetanenko / Samvel Gezalian       | Armênia          |        | 27  | 26  | 27 |    |
| 28                             | Aya Kawai / Hiroshi Tanaka                | Japão            |        | 25  | 27  | 28 |    |
| 29                             | Kornelia Barany / Andre Rosnik            | Hungria          |        | 29  | 29  | 29 |    |
| 30                             | Margarita Fourer / Timothy Heinecke       | Austrália        |        | 30  | 30  | 30 |    |

## Quadro de medalhas
| Ordem | País           | Medalha de ouro | Medalha de prata | Medalha de bronze |    | Ordem por total |
| ----- | -------------- | --------------- | ---------------- | ----------------- | -- | --------------- |
| 1     | Rússia         | 3               | 1                | 2                 | 6  | 1               |
| 2     | Estados Unidos | 1               | 2                |                   | 3  | 2               |
| 3     | França         |                 | 1                |                   | 1  | 3               |
| 4     | Alemanha       |                 |                  | 1                 | 1  | 3               |
| 4     | Canadá         |                 |                  | 1                 | 1  | 3               |
| TOTAL | TOTAL          | 4               | 4                | 4                 | 12 | —               |